# Ossian Schauman

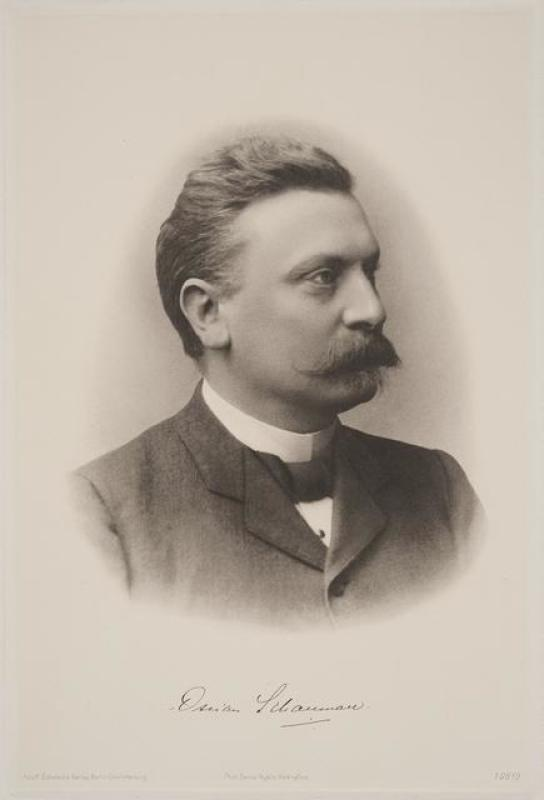
Ossian Schauman.

Julius Ossian Schauman, född 30 mars 1862 i Jakobstad, död 6 februari 1922 i Helsingfors, var en finländsk läkare. Han var son till Victor Schauman samt bror till Axel Schauman och Wilhelm Schauman. 
Schauman blev filosofie magister 1882 och medicine och kirurgie doktor 1894 på avhandlingen Zur Kenntnis der sogenannten Botriocephalus-Anämìe, vilken gjorde epok i fråga om kännedomen av denna sjukdom. Denna och andra blodsjukdomar, främst den perniciösa anemin, för vars uppkomst han påvisade det konstitutionella anlagets roll, ägnade han under hela sitt liv ett ingående intresse. Efter hans död utkom en av honom (tillsammans med Fredrik Saltzman) författad monografi, Die perniziöse Anämie (i "Enzyklopädie der inneren Medicin", 1923). 
Schauman var överläkare vid Diakonissanstalten 1893–1898, blev docent i klinisk medicin vid Helsingfors universitet 1897, e.o. personlig professor 1908 och förestod sedan 1910 den propedeutisk-medicinska kliniken. Hans livsverk var bildandet 1921 av Samfundet Folkhälsan i Svenska Finland. Han hade dessförinnan (1912–1921) varit ordförande i samfundets föregångare, Svenska litteratursällskapets i Finland så kallade Florinska kommission. Till detta samfund testamenterade han hela sin mycket betydande förmögenhet, närmast för upprättande av ett institut för teoretisk och tillämpad ärftlighetsforskning. Han var ledamot av Finska Vetenskapssocieteten och Svenska Läkaresällskapet.